# Bit će skoro propast svijeta
Bit će skoro propast svijeta (sr. Biće skoro propast sveta) je film srpskog redatelja Aleksandra Petrovića iz 1968. godine.  
Radnja je smještena u neko srijemsko selo tijekom šezdesetih godina dvadesetog stoljeća.  Mladi svinjar Triša zavadi se s lokalnim krčmarom kojemu se suprotstavio dok je na jednom vjenčanju ponižavao seosku ludu.  Krčmar nakon toga počne zadirkivati mladića zbog njegovih simpatija prema ludi (koja je prilično lijepa djevojka).  Jedne večeri isprovocira pijanog svinjara da je oženi i on to odmah i učini.  No kada u selo dođe nova učiteljica, mladić se zaljubi u nju i supruga s kojom već ima sina počne mu smetati…
Priča je dijelom inspirirana romanom Bjesovi F. M. Dostojevskog, a naslov je uzet iz pjesme koju nekoliko puta izvode ciganski glazbenici prisutni kroz cijeli film: 
Biće skoro propast sveta
nek' propadne nije šteta.
Film je izazvao kontroverze i velik interes javnosti.  Iako su ga brojni kritičari hvalili, jedan dio njih, zajedno s partijskim dužnosnicima, se obrušio na političke komentare u filmu koji su bili upereni protiv socijalizma i jugoslavenskog režima te previše pesimistični.  Autor je tijekom karijere često imao problema s vlastima.  
Biće skoro propast sveta je nagrađen Brončanom arenom za film i režiju u Puli, a u Cannesu je bio nominiran za Zlatnu palmu.  Petrović ga je u intervjuu naveo kao svoj najbolji film zajedno sa Sakupljačima perja.

## Vanjske poveznice
- Biće skoro propast sveta u internetskoj bazi filmova IMDb-a
- Biće skoro propast sveta  Arhivirana inačica izvorne stranice od 29. siječnja 2009. (Wayback Machine) na www.sasapetrovic.org